# هيرنان رافو
هيرنان رافو (بالإسبانية: Hernán Raffo)‏ مواليد 2 يوليو 1929 في فالبارايسو - الوفاة 24 يوليو 2012، هو لاعب كرة سلة تشيلي. مثّل منتخب بلاده. شارك في دورة الألعاب الأولمبية الصيفية سنة 1948 وسنة 1952 وسنة 1956.

## روابط خارجية
- هيرنان رافو على موقع الاتحاد الدولي لكرة السلة (الإنجليزية)
- هيرنان رافو على موقع الاتحاد الدولي لكرة السلة (الإنجليزية)
- هيرنان رافو على موقع الاتحاد الدولي لكرة السلة (الإنجليزية)
- هيرنان رافو على موقع سبورتس رفرنس (الإنجليزية)
- هيرنان رافو على موقع أوليمبيديا (الإنجليزية)